# Hoa mật
Hoa mật (danh pháp khoa học: Melissa axillaris) là một loài thực vật có hoa trong họ Hoa môi. Loài này được (Benth.) Bakh.f. mô tả khoa học đầu tiên năm 1965.